# Cryptocephalus aureolus
Cryptocephalus aureolus (лат.) — вид листоедов (Chrysomelidae) из подсемейства скрытоглавов (Cryptocephalinae).

## Экология и местообитания
Взрослые жуки питаются пыльцой различных растений, а именно бутенью (Chaerophyllum), многими видами астровых (Asteraceae) (например, ястребинка (Hieracium), пазник (Hypochaeris), кульбаба (Leontodon), Pilosella officinarum), солнцецвета (Helianthemum), туберарии крапчатой (Tuberaria guttata), язвенником многолистным (Anthyllis vulneraria), геранью кроваво-красной (Geranium sanguineum), лютиком (Ranunculus), шиповником бедренцелистным (Rosa pimpinellifolia) и многих видов травянистых растений.

## Подвиды
Вид выделяет четыре подвида:
- Cryptocephalus aureolus aureolus Suffrian, 1847
- Cryptocephalus aureolus illyricus Franz, 1949
- Cryptocephalus aureolus monticola Breit, 1918
- Cryptocephalus aureolus transcaucasicus Jacobson, 1898